# Batman: Rise of Sin Tzu
Batman: Rise of Sin Tzu är ett 2003-datorspel som släpptes för Xbox, PlayStation 2, Game Boy Advance och GameCube-konsolen. Det utvecklades och publicerades av Ubi Soft i samband med Warner Bros. Interactive Entertainment och DC Comics. Den är baserad på tv-serien The New Batman Adventures och är en uppföljare till spelet Batman: Vengeance.